# Tekken - The Animation
Tekken - The Animation (鉄拳?, -TEKKEN-) è un anime composto da due episodi OAV (da 30 minuti l'uno) del 1998, basato sulla celeberrima serie di videogiochi Namco Tekken.
La storia amalgama la trama dei primi due videogiochi della saga (Tekken e Tekken 2), focalizzati sul primo King of Iron Fist Tournament (o Torneo del Pugno di ferro) mettendo in risalto Jun Kazama, che comparirà solamente in Tekken 2. I due episodi OAV sono stati uniti e pubblicati su un'unica VHS e DVD in Nord America dalla ADV Films ed è stato trasmesso occasionalmente dalla TV via cavo americana.
In Italia è stato pubblicato su VHS e DVD dalla Dynamic Italia.

## Trama

Kazuya e Heihachi in una scena dell'OAV

L'anime inizia con un flashback su Kazuya Mishima, un bambino che apprende le arti marziali dal padre (il gran maestro Heihachi Mishima). Incontra una bambina in lacrime (Jun Kazama): un leone di montagna ha ucciso un coniglio indifeso. Quando Kazuya si offre d'aiutarla il padre Heihachi Mishima carica il figlio in spalla e lo porta via; per provare la resistenza del figlio lo lancia in un burrone. Jun corre subito a cercarlo (senza risultati) e conserva la preziosa medaglietta fino all'età adulta.
Il giorno del torneo Kazuya e Jun combattono sull'isola della Mishima Corporation. Kazuya intende eliminare chiunque si metta in mezzo tra lui e suo padre, onde potersi vendicare una volta per tutte. Jun cerca di fermarlo per ben due volte (anche quando compaiono i dinosauri Alex creati da Lee), ma lui non l'ascolta minimamente. Nel torneo partecipano anche Bruce Irvin, Baek Doo San, Michelle Chang, l'eterna rivalità tra le sorelle Williams (Anna e Nina), Prototipo Jack, Roger e Ganryu, ma hanno ruoli secondari. Mentre King, Armor King, Yoshimitsu, Kunimitsu, Marshall Law e Paul Phoenix appaiono come mute comparse, senza influenzare direttamente lo svolgimento della storia. Nel frattempo Lei Wulong lavora come compagno di Jun, al fine di trovare il laboratorio con le armi nascosto sull'isola; viene aiutato anche da Jack-2, che vuole far curare la bambina sulla sua spalla.
Kazuya continua la sua strada, liberandosi in breve tempo anche di Lee, al fine di poter scontrarsi con il tanto odiato padre Heihachi. Il combattimento è molto duro e Kazuya, che ha firmato un patto con il diavolo da bambino per potersi salvare da quel burrone, usa i suoi poteri demoniaci per battere il genitore. Prima che possa dargli il colpo di grazia Jun lo ferma ancora una volta e convince Kazuya che sta facendo la cosa sbagliata. L'uomo si calma e risparmia il padre, fuggendo con la ragazza dall'isola che, per colpa di Lee, sta per autodistruggersi.
Il figlio adottivo di Heihachi ha pensato che se la Mishima Zaibatsu non poteva esser sua doveva esser distrutta. Kazuya, Jun e altri combattenti fuggono in nave; il bionico Jack muore schiacciato da una porta automatica e il professor Boskonovitch con Lei e la bambina fuggono con un sottomarino. Heihachi Mishima lascia l'isola infuocata scappando con un elicottero.
Nell'epilogo finale si vede Jun circondata da piccoli animali: viene raggiunta dal figlioletto Jin Kazama (molto somigliante a Kazuya), desideroso di apprendere dalla madre i segreti del combattimento della scuola d'arti marziali Kazama.

## Doppiaggio
| Personaggio              | Doppiatore giapponese                        | Doppiatore americano                   | Doppiatore italiano                                  |
| ------------------------ | -------------------------------------------- | -------------------------------------- | ---------------------------------------------------- |
| Narratore                | Akio Ōtsuka                                  | David Jones                            | Nino Prester                                         |
| Jun Kazama               | Yumi Tōma Eri Sendai (da bambina)            | Edi Patterson Lucy Farris (da bambina) | Silvia Tognoloni Gemma Donati (da bambina)           |
| Kazuya Mishima           | Kazuhiro Yamaji Minami Takayama (da bambino) | Adam Dudley Jacob Frachek (da bambino) | Massimo De Ambrosis Stefano De Filippis (da bambino) |
| Lei Wulong               | Tomokazu Seki                                | Gray G. Haddock                        | Roberto Chevalier                                    |
| Lee Chaolan              | Shin'ichirō Miki                             | David Stokey                           | Sandro Acerbo                                        |
| Heihachi Mishima         | Daisuke Gōri                                 | John Paul Shepard                      | Claudio Fattoretto                                   |
| Nina Williams            | Minami Takayama                              | Ellie McBride                          | Cristina Boraschi                                    |
| Anna Williams            | Kaori Yamagata                               | Claire Hamilton                        | Isabella Pasanisi                                    |
| Michelle Chang           | Narumi Hidaka                                | Jessica Robertson                      | Georgia Lepore                                       |
| Jack-2                   | Akio Ōtsuka                                  | Mark O'Brien                           | Alessandro Rossi                                     |
| Jane (bambina di Jack 2) |                                              | Jessica Schwatz                        | Gemma Donati                                         |
| Doctor Boskonovitch      | Tamio Ōki                                    | Ken Webster                            | Sergio Graziani                                      |
| Bruce Irvin              | Seiji Sasaki                                 | Peter Harrell Jr                       | Daniele Valenti                                      |
| Jin Kazama               | Minami Takayama                              | Jacob Frachek                          | Stefano De Filippis                                  |

## Differenze rispetto al videogioco
L'anime basato su Tekken si è preso molte libertà dalla serie originale. Combinando le vicende dei primi due capitoli, ha riscritto e mostrato importanti aspetti dei personaggi della saga.
- Jun e Kazuya s'incontrano da bambini (non compare nel videogioco).
- Molte discrepanze tra la storia di Tekken 1 & 2 nel videogioco e nel film. Eccone alcune:
  - Dopo aver battuto Heihachi nel primo Tekken, Kazuya sarebbe dovuto diventare il capo della Mishima Zaibatsu in Tekken 2, ma, a causa di vari imprevisti insorti con Tekken 2 Kazuya non diventerà mai veramente il proprietario della Zaibatsu.
  - Nel film Michelle rivive la distruzione del suo villaggio da parte di Heihachi. Ma nel primo gioco lei cerca vendetta a causa dell'uccisione del padre mentre Kazuya e Ganryu rapiscono sua madre in Tekken 2.
- Anna Williams subisce una morte cruenta (la testa viene mangiata da un dinosauro "Alex"), ma compare viva e vegeta nel terzo gioco della serie.
- Jack-2 è il prototipo mentre Jack è la versione finale.
- Ci sono parecchi prototipi Jack e dinosauri modello Alex.
- A causa dell'animazione tipica degli anime, molti personaggi (come Kazuya) tendono ad omologare il loro stile di combattimento.
- Dr. Abel non appare nel film mentre è un personaggio importante nella storia di Jack-2.
- Bruce è la guardia del corpo di Lee anziché di Kazuya.
- alla fine del primo Tekken, Kazuya sconfigge Heihachi e lo getta in un burrone come aveva fatto il padre quando era piccolo. Invece nel film Kazuya risparmia il padre grazie a Jun e fugge dall'isola insieme a lei.

Rimanendo un film cult per gli appassionati della saga, alcuni fan lo usano per spiegare il concepimento di Jin Kazama, nato da Kazuya e Jun, mentre il videogioco era rimasto vago su questi particolari.
A causa del gran numero di libertà sulla sceneggiatura prese dai realizzatori del film il gioco può esser considerato solamente una storia sull'amore di Kazuya e Jun parallela al videogioco (che invece mantiene altri interrogativi aperti ed irrisolti).

## Accoglienza
Tekken - The Animation è stato odiato e amato dai fan allo stesso tempo. Le sequenze di combattimento appaiono un po' lontane dalla realtà (paradossalmente sono più realistiche quelle del videogioco), mentre il design e la voce inglese di alcuni personaggi (specialmente quella di Kazuya) ricordano altri anime giapponesi.
La storia vede come protagonisti Kazuya e Jun, mentre molti fan avrebbero voluto qualche informazione anche su altri personaggi importanti come Yoshimitsu, Paul Phoenix e King.